# 玖珠サービスエリア

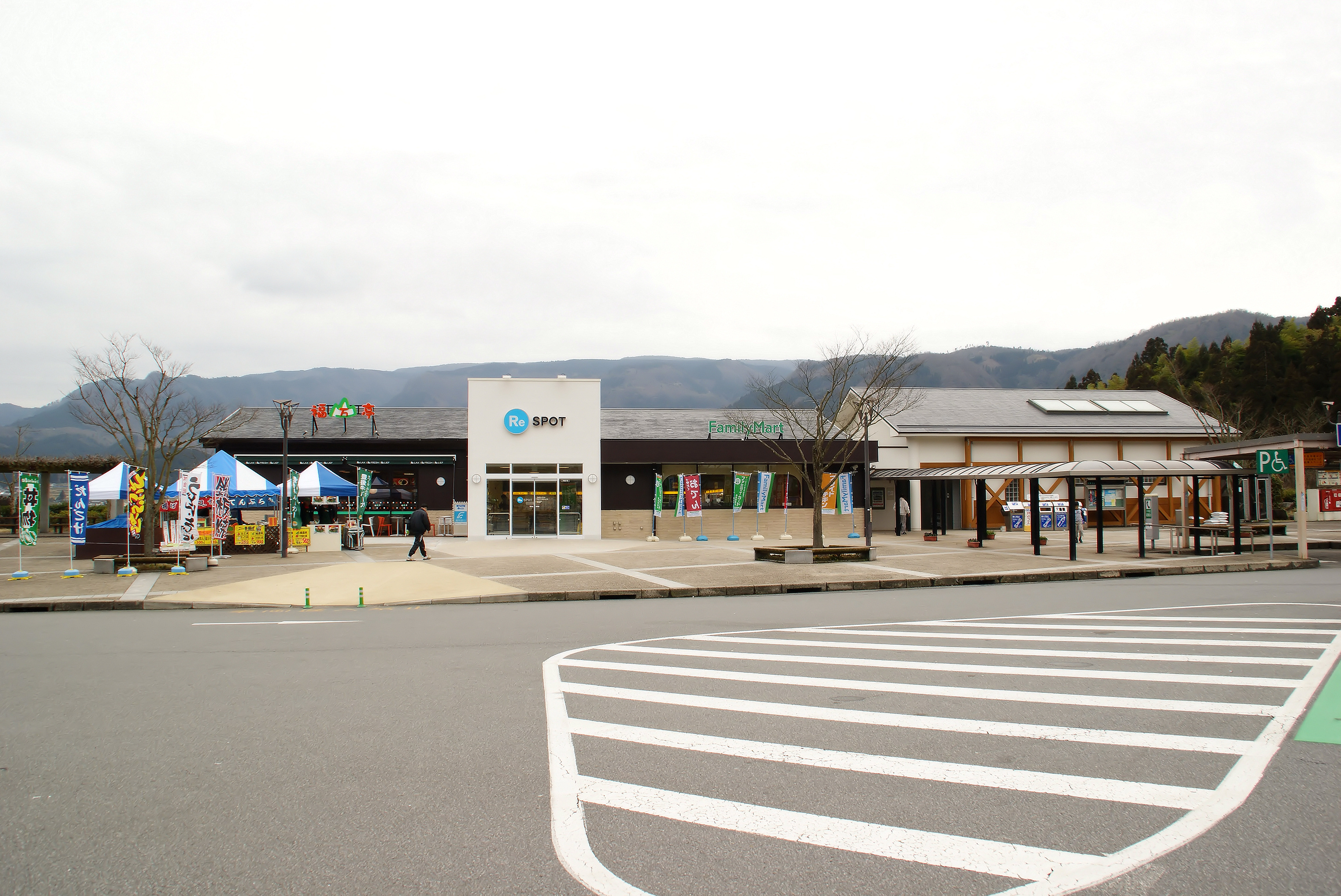
玖珠サービスエリア（上り線）

玖珠サービスエリア（くすサービスエリア）は、大分県玖珠郡玖珠町大字戸畑にある大分自動車道のサービスエリアである。
サービスエリアではあるがインフォメーションコーナーや給油所が設置されていない。上下線にあるコンビニは大分道の休憩施設で唯一24時間営業する店舗である。

## 道路
- E34 大分自動車道

## 施設
コンビニエンスストアのオープンに伴い、自動販売機は撤去された。

### 上り線（鳥栖方面）
- 駐車場
  - 大型 22台
  - 小型 48台
  - 二輪 4台
- トイレ
  - 男性 大3（和式1・洋式2）・小10
  - 女性 13（和式6・洋式7）
  - 車椅子用 1
- 福万亭（平日8:00 - 20:00 / 土日祝8:00 - 21:00）
- コンビニエンスストア「セブン-イレブン」（24時間）[1]
  - コンビニATM（セブン銀行）
- 携帯電話充電器（8:00 - 20:00）
- FAXサービス
- 郵便ポスト（北山田郵便局）
- 電気自動車用急速充電器（24時間、要事前登録）

### 下り線（大分方面）
- 駐車場
  - 大型 22台
  - 小型 48台
  - 二輪 4台
- トイレ
  - 男性 大3（和式1・洋式2）・小10
  - 女性 13（和式6・洋式7）
  - 車椅子用 1
- コンビニエンスストア「セブン-イレブン」（24時間）[1]
  - コンビニATM（セブン銀行）
  - この先、24時間営業の売店はない。
- キッチンコーナー（こかげ亭、7:00 - 21:00）
- 携帯電話充電器（8:00 - 20:00）
- FAXサービス
- 郵便ポスト（北山田郵便局）
- 電気自動車用急速充電器（24時間、要事前登録）

## 隣
E34 大分自動車道
(6)天瀬高塚IC - 玖珠SA - (7)玖珠IC